# Ilha de Páscoa (província)

Isla de Pascua é uma província do Chile localizada na região de Valparaíso. Possui uma área de 163,6 km² e uma população de 7.750 habitantes (2017). Sua capital é a cidade de Hanga Roa.

## Comunas
A província possui 1 comuna: Ilha de Páscoa.